# Valley Falls
Valley Falls es un lugar designado por el censo ubicado en el condado de Spartanburg, en el estado estadounidense de Carolina del Sur. La localidad en el año 2000 tiene una población de 3990 habitantes en una superficie de 13.5 km², con una densidad poblacional de 296.5 personas por km². 

## Geografía
Valley Falls se encuentra ubicado en las coordenadas 35°0′12″N 81°58′1″O / 35.00333, -81.96694. Según la Oficina del Censo, el pueblo tiene un área total de 13,5 km² (5,2 mi²), de la cual 13,5 km² (5,2 mi²) es tierra y 0,1 km² (0 mi²) (0.57 %) es agua.

### Localidades adyacentes
El siguiente diagrama muestra a las localidades en un radio de 12 kilómetros (7,5 mi) de Valley Falls.

## Demografía
En el 2000 la renta per cápita promedia del hogar era de $33 636, y el ingreso promedio para una familia era de $41 101. El ingreso per cápita para la localidad era de $17 162. En 2000 los hombres tenían un ingreso per cápita de $32 051 contra $26 483 para las mujeres. Alrededor del 7.30 % de la población estaba bajo el umbral de pobreza nacional. 